# Rostromontia granulifera
Rostromontia granulifera is een hooiwagen uit de familie Triaenonychidae.